# La Tríada
La Tríada es una alianza de colaboración internacional en investigación, innovación educativa e intercambios entre la Universidad Católica de Chile, la Universidad de Los Andes de Colombia y el Tecnológico de Monterey.
Creada en agosto de 2018, La Tríada agrupa a tres de las universidades no gubernamentales con mayor actividad en investigación en América Latina con el objetivo de impulsar la innovación educativa y potenciar la colaboración en distintas áreas, incluyendo diversidad e inclusión, sustentabilidad, actividades estudiantiles, entre otras.
En el marco del programa, se han lanzado iniciativas como el concurso de innovación educativa TPrize y la plataforma de aceleración de emprendimientos HUB TEC-China-Tríada y el conjunto de MOOCs (siglás en inglés para Massive Open Online Courses) "La Tríada en Coursera".

## Alianza con Coursera
En 2018, las universidades que integran La Tríada establecieron una colaboración con la plataforma Coursera, a través del programa Coursera for Partners, con el objetivo de ofrecer cursos en línea con certificación gratuita a sus comunidades académicas. Esta alianza permitió el acceso a más de 100 cursos y 10 programas especializados, y se convirtió en una de las mayores iniciativas de educación digital colaborativa en América Latina, al estar disponible para más de 150,000 estudiantes de las tres universidades.
Entre los cursos ofrecidos destacaron temas en liderazgo, emprendimiento, programación, salud, sostenibilidad y ciudadanía. Además, las tres universidades desarrollaron en conjunto el programa especializado "Hacer negocios en America Latina", conformado por tres cursos complementarios, cada uno creado por una de las instituciones.
La experiencia de La Tríada en Coursera sirvió como piloto para el lanzamiento global de Coursera for Campus en 2020, durante la pandemia de COVID-19, ampliando el acceso a más de 3,600 cursos a través de 168 universidades y 30 empresas asociadas. Entre las universidades participantes se encontraban, además de las universidades de La Triada, la Universidad de Londres, la Universidad Yale, la Universidad de Ciencia y Tecnología de Hong Kong, HEC Paris, así como empresas como Google, Intel e IBM. Entre 2019 y 2023, más de 68,000 personas de la comunidad de La Tríada participaron en más de 290,000 inscripciones a cursos.